# Johann Rudolf Rahn

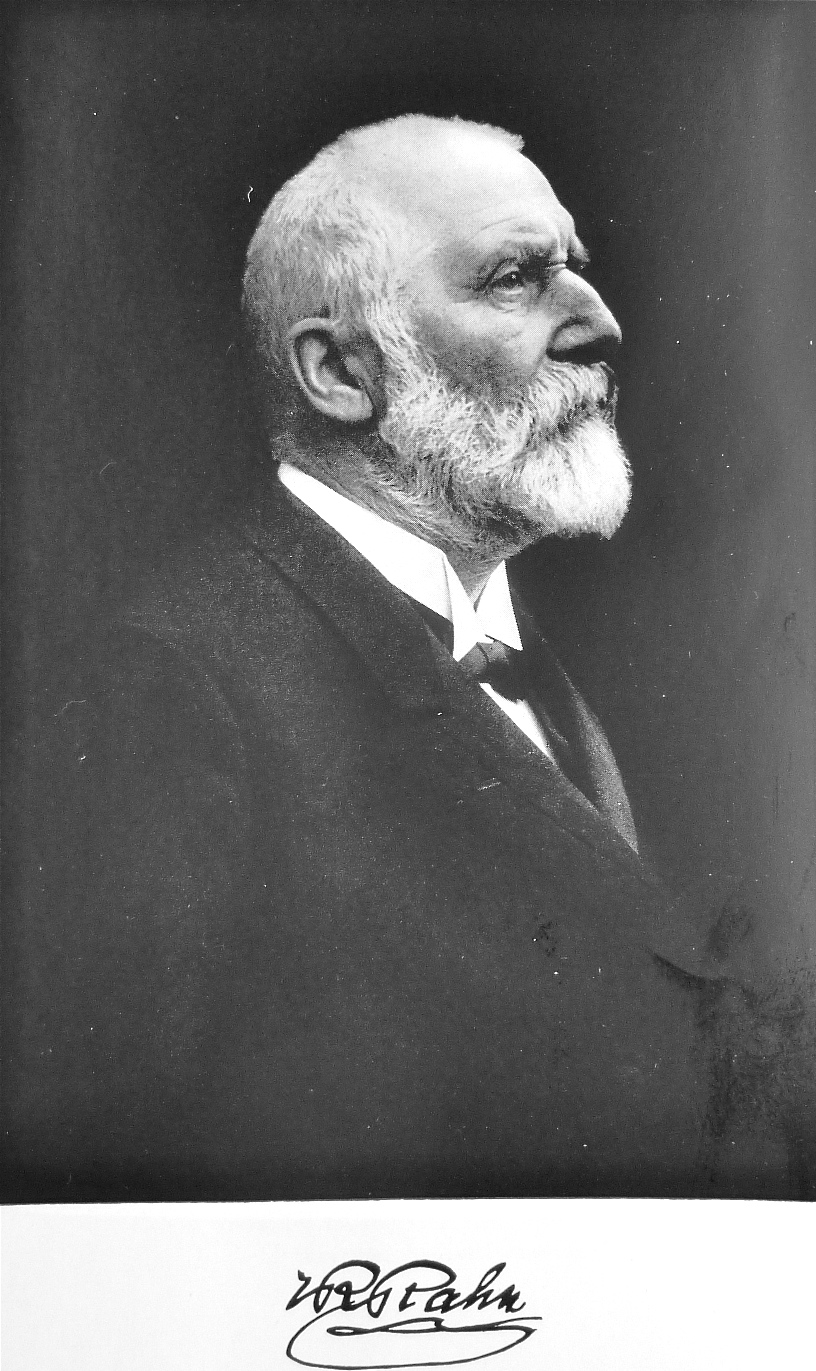
Johann Rudolf Rahn

Johann Rudolf Rahn, född 24 april 1841 i Zürich, död där 28 april 1912, var en schweizisk konsthistoriker. 
Rahn blev efter studier i födelsestaden, Bonn och Berlin filosofie doktor 1866, professor vid universitetet i Zürich 1877 och vid Polytechnikum där 1883. Han utgav bland annat Geschichte der bildenden Künste in der Schweiz von den ältesten Zeiten bis zum Schluss des Mittelalters (tre delar, 1873–77) och Schweizer Städte im Mittelalter (1889) samt flera arbeten behandlande konstminnen i Schweiz olika kantoner. Sedan 1879 redigerade han "Anzeiger für schweizerische Altertumskunde".